# Mario Hieblinger
Mario Hieblinger (* 5. Juli 1977 in Mistelbach) ist ein österreichischer Fußballspieler auf der Position eines Abwehrspielers, der auch als Fußballtrainer tätig ist.

## Karriere
Seine erste Profistation war VfB Admira Wacker Mödling, von wo er zum SV Austria Salzburg wechselte. Nachdem er sich dort nicht durchsetzen konnte, wechselte er zum damaligen Salzburger Satellitenverein BSV Bad Bleiberg in die zweite Leistungsstufe. Nach guten Leistungen ging der Innenverteidiger und Manndecker 2002 zum FC Kärnten in die österreichische Bundesliga. Bei den Klagenfurtern reifte er zum Nationalspieler heran. Nach dem Abstieg 2004 blieb er noch ein Jahr bei den Kärntnern.
Im Sommer 2005 wurde er von Walter Schachner als Ersatz für den abgewanderten Mario Tokić zum Grazer AK geholt, konnte dort die hohen Erwartungen aber nicht erfüllen. So wechselte er im Sommer 2006 zum Aufsteiger Ergotelis in die erste griechische Liga. Dort entwickelte sich Hieblinger zu einer wichtigen Stütze und wuchs zu einem echten Führungsspieler der Kretaner heran. 2011 verlängerte Hieblinger außerdem seinen Vertrag bis Juni 2013.
Im Sommer 2012 wechselte Hieblinger, nach dem Abstieg Ergotelis, zurück in die Heimat zum LASK. Seine Profilaufbahn beendete er am Ende der Spielzeit 2014/15, als er zur SPG FC Pasching/LASK Juniors wechselte. Dort war er in weiterer Folge auch als Co-Trainer tätig und übernahm im Sommer 2016 seine erste Tätigkeit als Cheftrainer einer Mannschaft, als er Trainer des Achtligisten ATSV Stein wurde. Dort trat er bis zum Frühjahr 2018 in knapp zwei Spielzeiten als Trainer in Erscheinung, setzte sich jedoch auch selbst als Stammspieler der Mannschaft ein, wobei er bis zum Ende seiner dortigen Tätigkeit auf 47 Ligaeinsätze und -vier Tore kam. Mit der Mannschaft konnte er mitunter auch einen Aufstieg in die siebentklassige 1. Klasse Ost verzeichnen. Ab dem Frühjahr 2018 wurde er durch den Sportchef Christian Theiss als Trainer ersetzt und stand bis zum Saisonende 2018/19 nur noch als Spieler zur Verfügung.
Innerhalb der Liga wechselte er in weiterer Folge zum Traditionsklub SK Amateure Steyr, bei dem er neben seiner Trainertätigkeit ebenfalls als Stammspieler agierte und es im Laufe der Saison auf Einsätze in allen 26 Meisterschaftsspielen brachte, wobei er viermal zum Torerfolg kam. Am Ende nahm er mit den Steyrern an der Relegation zum Aufstieg in die Bezirksliga Ost teil und schaffte mit der Mannschaft mit einem Gesamtergebnis von 9:2 aus Hin- und Rückspiel gegen den SV Sierning den Aufstieg in die sechstklassige Bezirksliga Ost. Noch während er bei den Blau-Weißen aus Steyr tätig war, wurde Hieblinger im Mai 2019 für die kommende Saison als neuer Trainer der Union Neuhofen an der Krems, einem Klub aus der ebenfalls oberösterreichischen Bezirksliga Süd, vorgestellt. Auch hier setzte er sich selbst als Stammkraft in der Defensive ein, wobei er es bis zum Abbruch der Saison aufgrund der COVID-19-Pandemie zu Einsätzen in allen zwölf Ligaspielen brachte und auch ein Tor erzielte. Nachdem die Spielzeit 2020/21 aufgrund der andauernden Pandemie erst im August 2020 gestartet wurde, trat Hieblinger für die Union Neuhofen/Krems weiterhin als Spielertrainer in Erscheinung und brachte es bis dato (Stand: 9. Jänner 2021) auf zehn Meisterschaftseinsätze.

## Nationalteam
Hieblinger gab sein Debüt in der Nationalmannschaft am 22. März 2003 in einem Spiel gegen Griechenland, das 2:2 endete. Er kam auch als Zweitligaspieler immer wieder zu Einsätzen unter Hans Krankl, auch in der Zeit beim GAK zählte er noch zum Stammkader. Sein letztes Länderspiel absolvierte Hieblinger am 7. September 2005 in Baku gegen Aserbaidschan (0:0).

## Familie
Sein Bruder Rene (* 1979) war ebenfalls Fußballspieler und ist heute (Stand: 2021) als Fußballtrainer tätig.